# Sceliocerdo viatrix
Sceliocerdo viatrix är en stekelart som först beskrevs av Charles Thomas Brues 1917.  Sceliocerdo viatrix ingår i släktet Sceliocerdo och familjen Scelionidae. Inga underarter finns listade i Catalogue of Life.